# 何凌漢
何凌漢（1772年—1840年），字雲門，號仙槎，湖南道州（今道縣）人，清朝政治人物、藏書家，探花。

## 生平
幼家贫，“夜不能具灯，恒燃松枝”读书，十六歲時，州试第一。嘉慶十年（1805年）中乙丑科殿试一甲三名，授翰林院編修。道光二年（1822年）任山东乡试主考，并留督学政。道光十一年（1832年）出任浙江學政。官至戶部尚書。道光二十年（1840年）二月病逝于京师，谥文安。

## 著作
著有《云腴山房文集》。

## 家族
有子何紹基、何绍业、何绍祺、何绍京。五世孙何善堉。

## 延伸阅读
[在维基数据编辑]
 《清史稿·卷374》，出自趙爾巽《清史稿》
 《清史稿·卷374》
 在维基共享资源阅览影像